# Cathédrale Saint-Georges de Kamianets-Podilskyï
Pour les articles homonymes, voir cathédrale Saint-Georges.
La cathédrale Saint-Georges (ukrainien : Георгіївський собор) est une église orthodoxe (église grecque-catholique jusqu'en 1795) située à Kamianets-Podilskyï (raïon de Kamianets-Podilskyï). De 1993 à 2011, elle fut la cathédrale du diocèse de Kamyanets-Podilskyi (uk) de l'Église orthodoxe ukrainienne (patriarcat de Moscou), après quoi elle fut remplacée par la cathédrale Alexandre-Nevky de Kamianets-Podolskyï (nl).

## Histoire
Une première église en bois est citée en 1740, l'église en pierre fut construite entre 1851 et 1861. Pendant l'ère soviétique, l'église servit comme entrepôt de grains, de distillerie, de jardin d'enfants. Rendue au culte en 1983, en 1990 la municipalité prit des mesures pour déplacer le planétarium qui s'y trouvait.

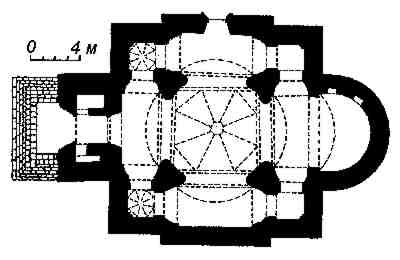
Sur plan.

## Galerie

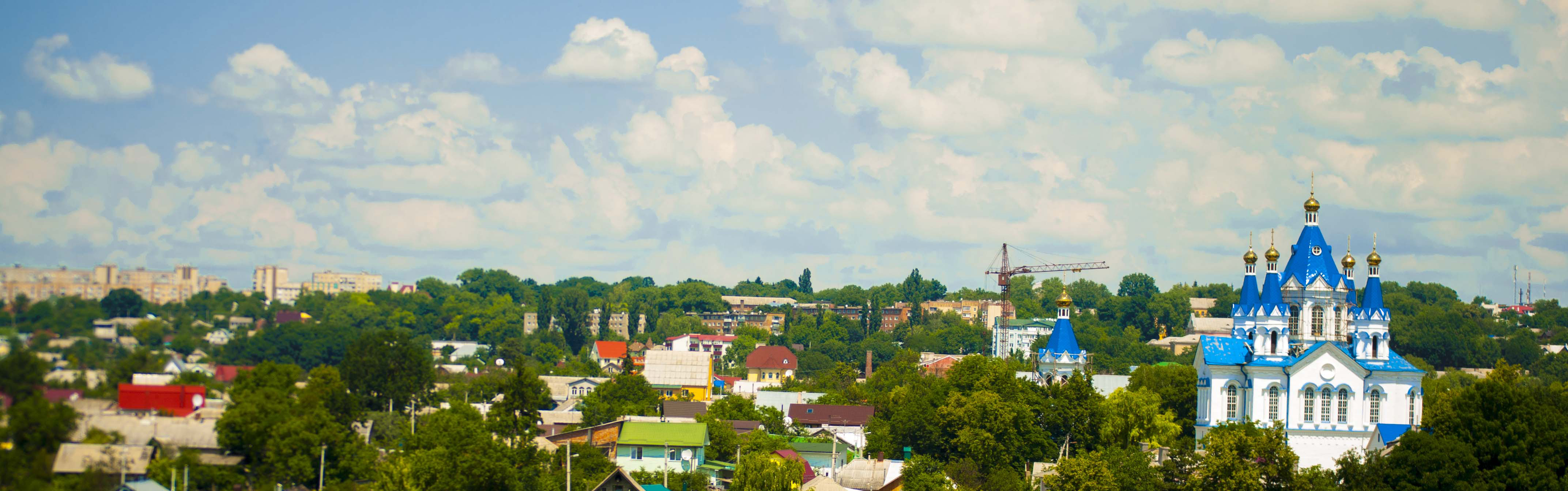
Vue panoramique.

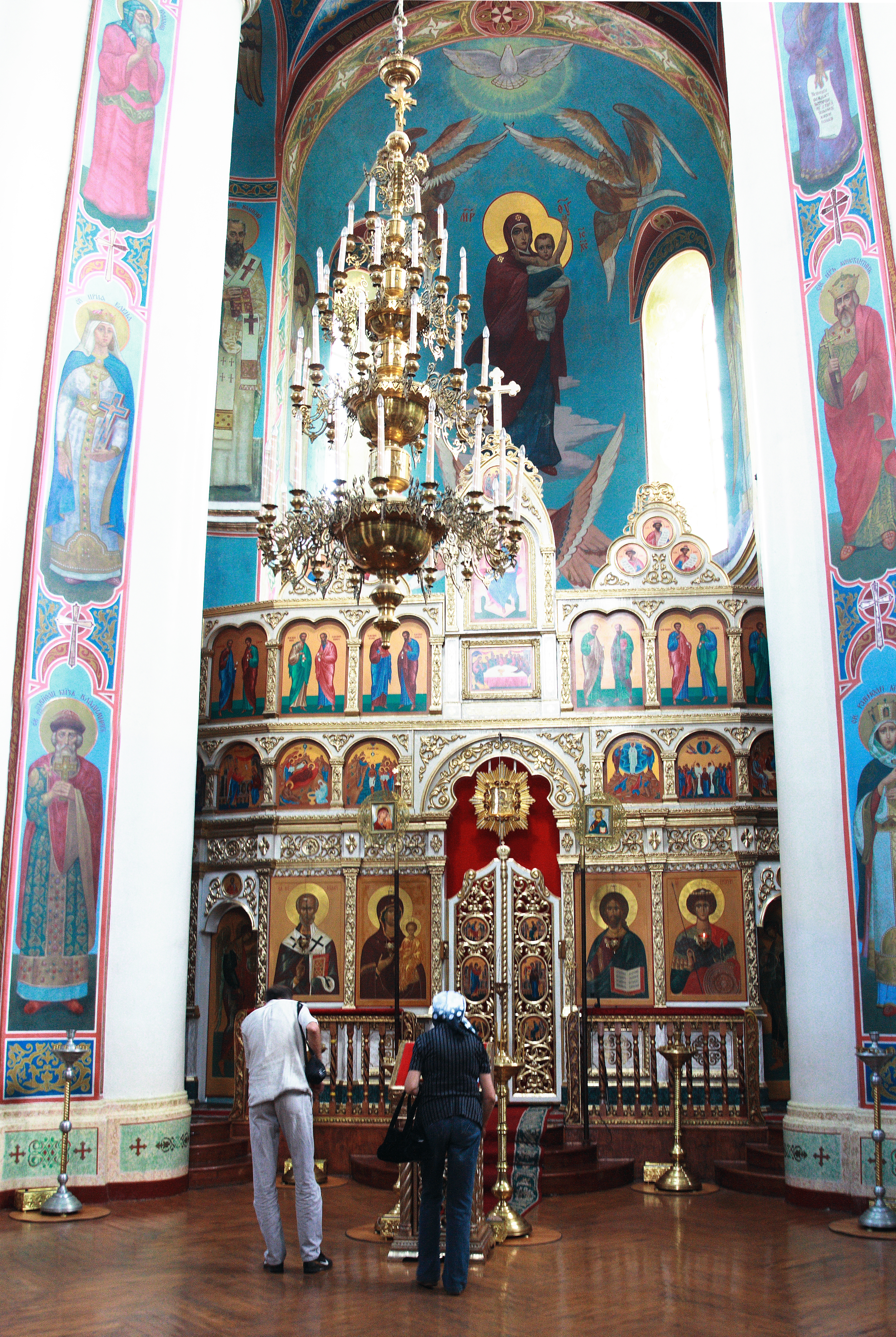
Iconostase
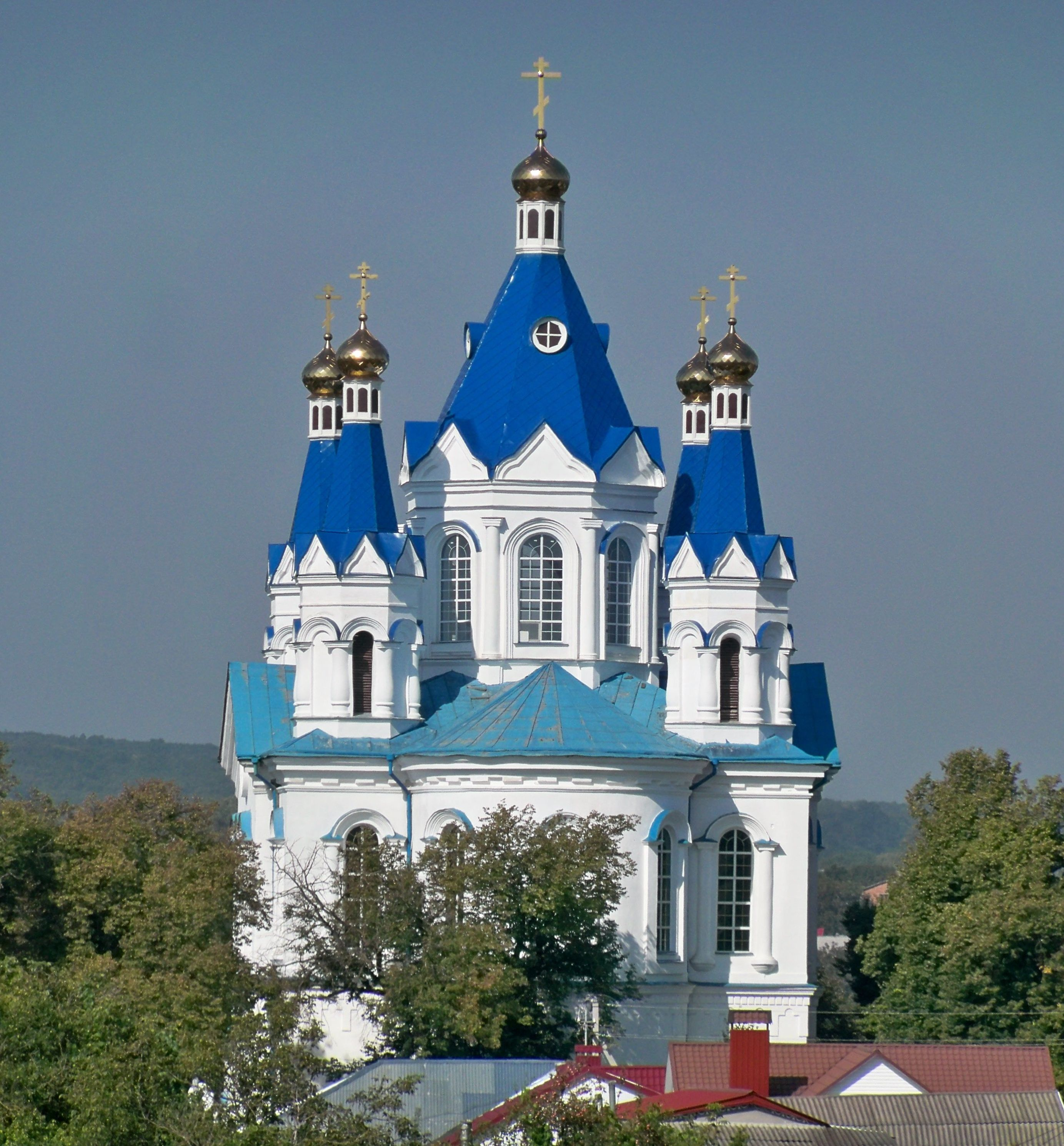
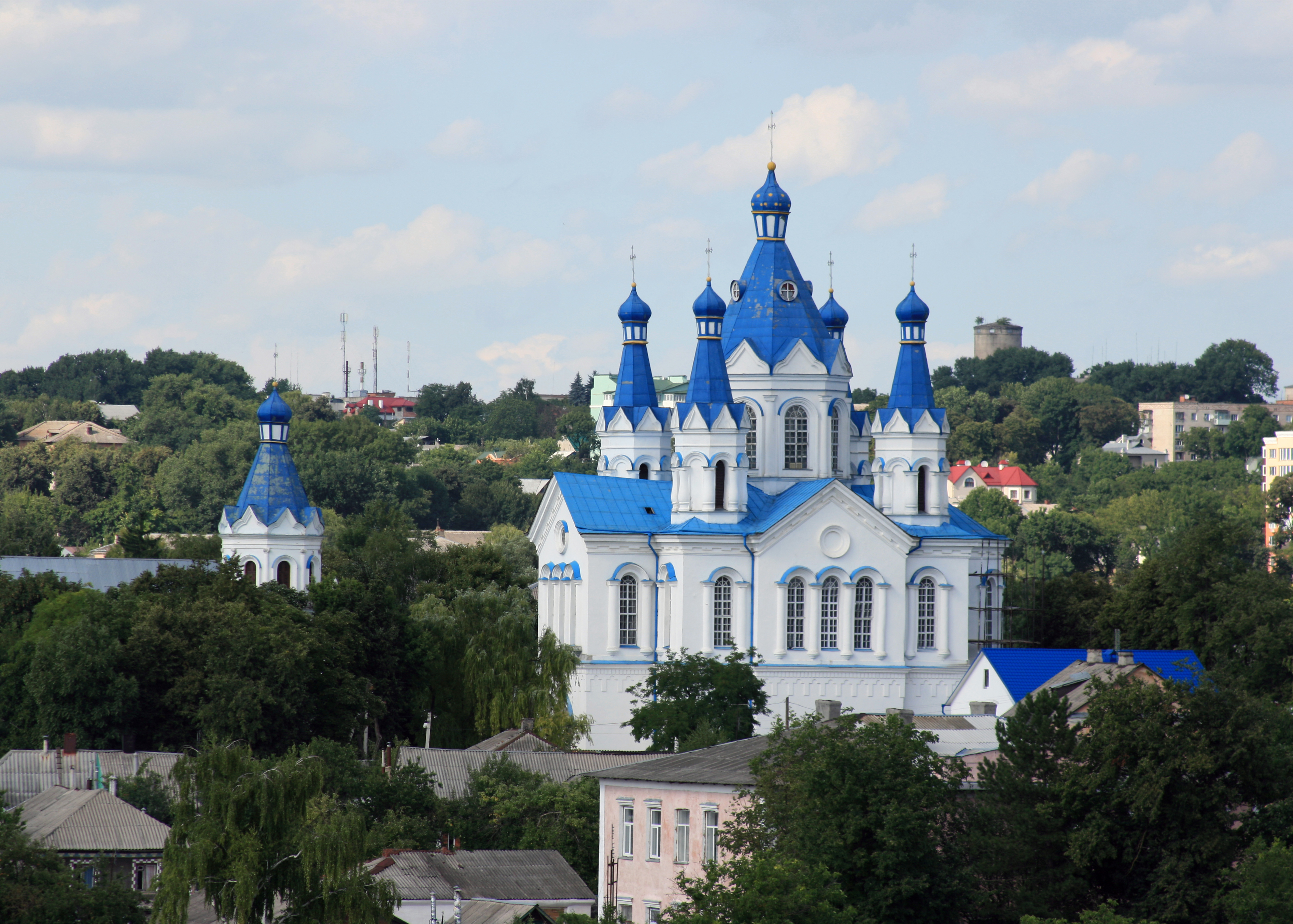
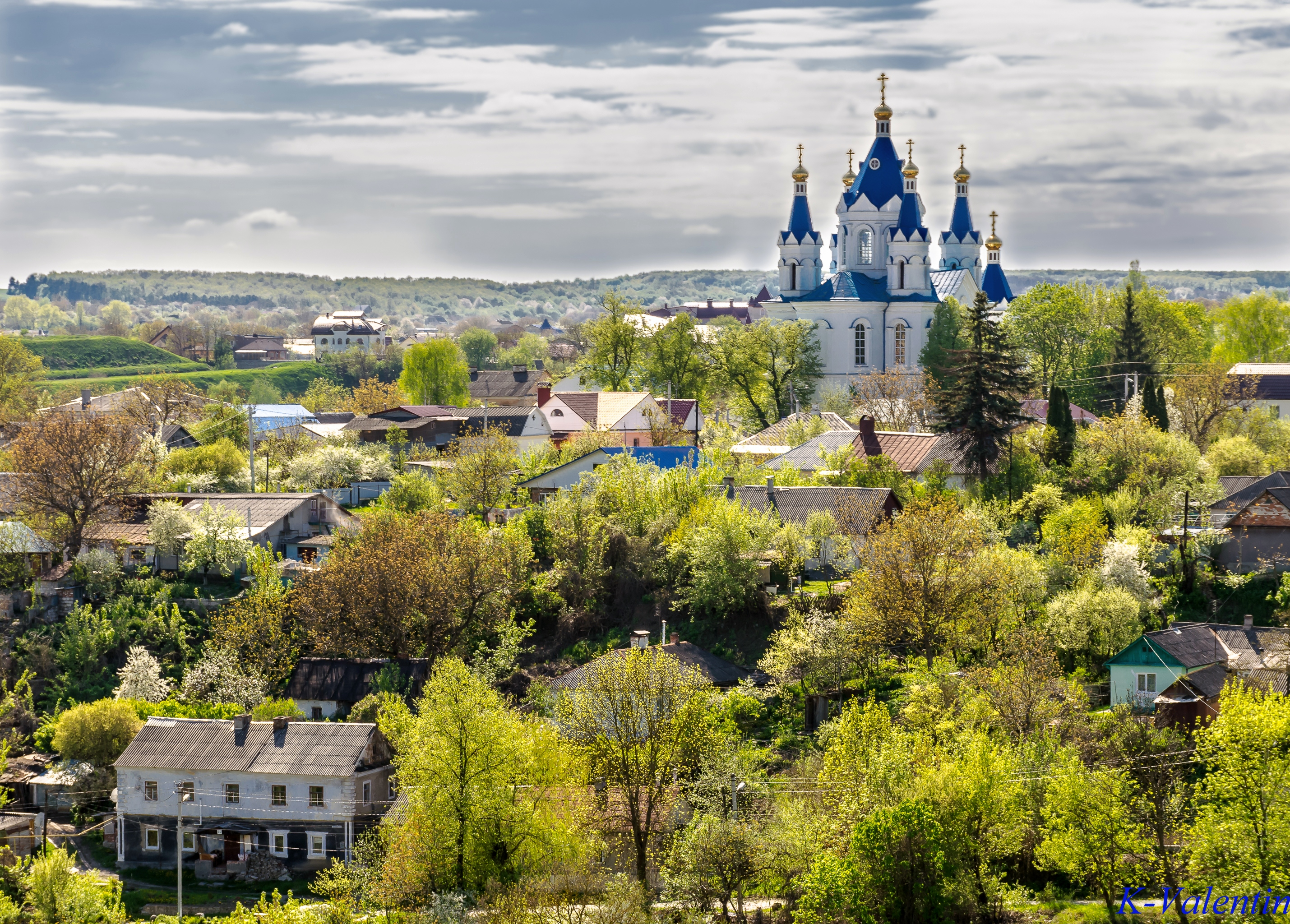
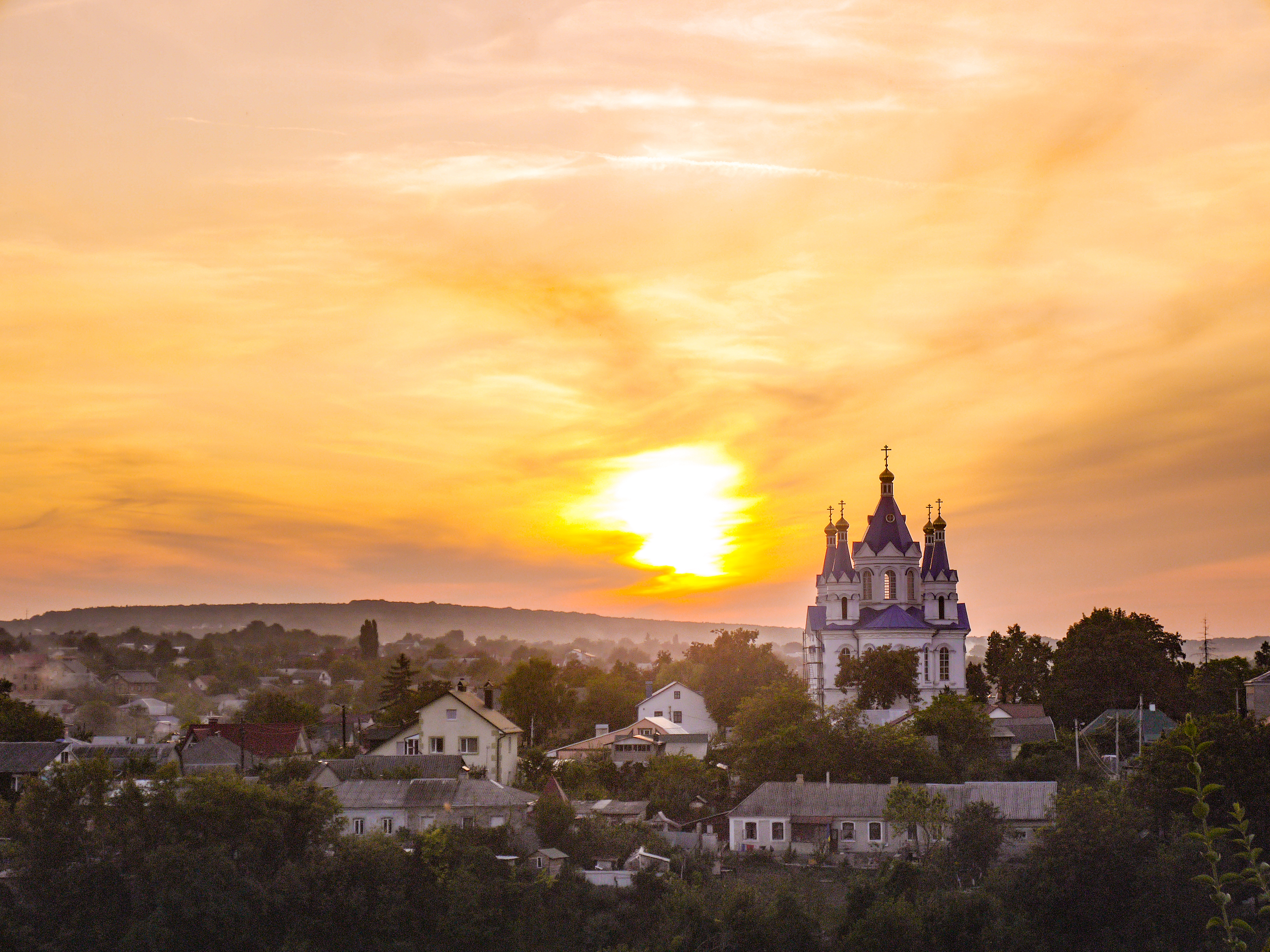